# Fiorenzo Bava Beccaris
Fiorenzo Bava Beccaris (Fossano, 17 marzo 1831 – Roma, 8 aprile 1924) è stato un generale italiano, noto per aver guidato la sanguinosa repressione (83 morti) dei moti di Milano del 1898, episodio che indirettamente causò nel 1900 il regicidio per vendetta di Umberto I per mano dell'anarchico Gaetano Bresci; è oggetto di un brano del canzoniere popolare italiano dal titolo Il feroce monarchico Bava.

## Biografia

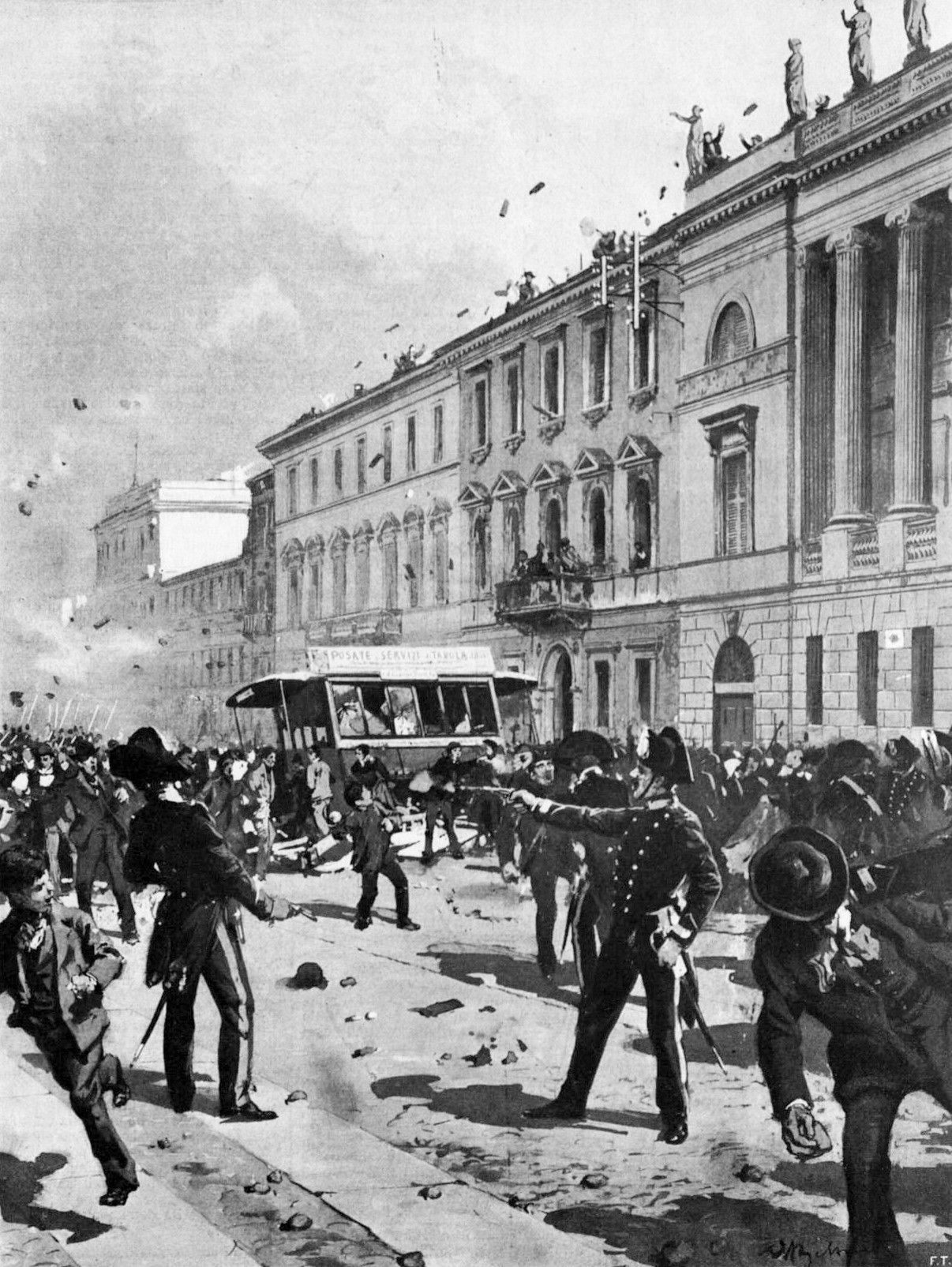
Achille Beltrame, La rivolta a Milano (1898)

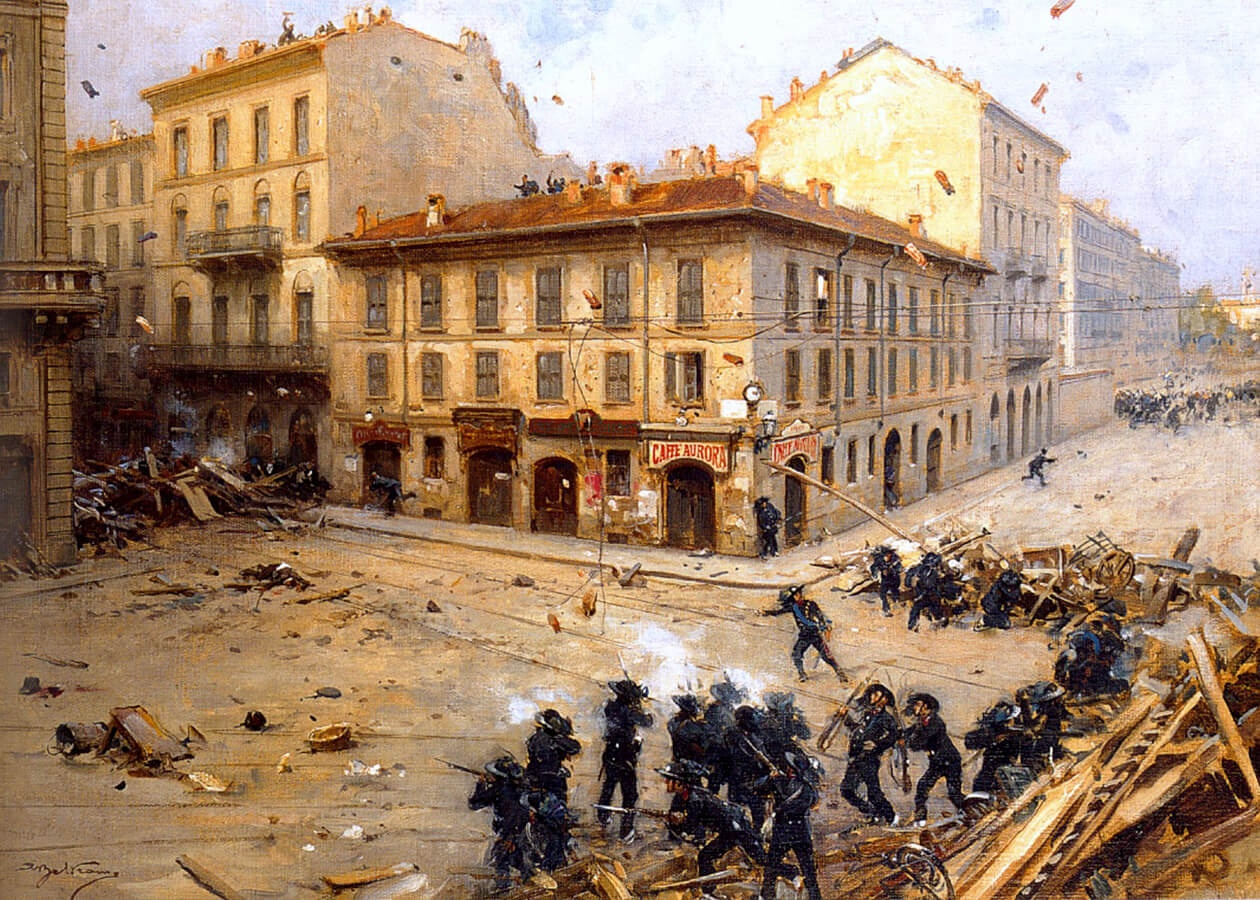
Achille Beltrame, Moti rivoluzionari alla Foppa

Figlio di Carlo Ignazio Bava Beccaris e Costanza Nicolis di Frassino, apparteneva ad una nobile e antica famiglia piemontese. Ebbe sei fratelli: Marianna, Giuseppa, Sofia, Alessandro, Alfredo e Angela. All'età di 14 anni entrò all'Accademia militare di Torino e ne uscì a vent'anni con il grado di luogotenente d'artiglieria.
Dopo aver partecipato alla guerra di Crimea, prese parte, con il grado di capitano, alla seconda guerra d'indipendenza italiana, meritando una medaglia d'argento al valor militare, (24 giugno 1859) ed alla terza guerra d'indipendenza, dove, con il grado di maggiore, comandò una batteria di artiglieria a Custoza, venendo insignito del titolo di cavaliere dell'Ordine militare d'Italia (6 dicembre 1866). Divenne successivamente direttore generale d'artiglieria e genio al ministero della guerra e tenne il comando del VII e del III Corpo d'armata.
Nel 1894, ad Ancona, venne pesantemente criticato dal giornale locale L'Ordine, che agiva probabilmente d'accordo con la prefettura, per non aver aperto il fuoco contro una manifestazione di disoccupati che aveva aggredito il sindaco, l'avvocato Vecchini.
L’8 maggio 1898, in occasione dei gravi tumulti dei moti di Milano, causati dall’aumento del costo del grano – e quindi del pane – decisa dal Regno d'Italia, il governo guidato da Antonio di Rudinì proclamò lo stato d'assedio e il generale Bava Beccaris, in qualità di regio commissario straordinario, fu incaricato del ristabilimento dell'ordine. Come scrive lo storico Carlo Ghezzi: «I resoconti ufficiali parlarono di 80 morti, 450 feriti e di 2.000 arrestati tra i quali Filippo Turati, Anna Kulishoff, Leonida Bissolati, don Albertario, Andrea Costa, Paolo Valera. Altre più credibili versioni parlarono invece di oltre 350 morti e di circa 1.000 feriti. Tra i soldati si contarono due morti: uno sparatosi accidentalmente e l’altro fucilato sul posto dopo essersi rifiutato di aprire il fuoco sulla folla». I bassi salari e l'alto tasso di disoccupazione avevano preparato il terreno al malcontento, che esplose quando a causa degli scarsi raccolti il costo del grano aumentò da 35 a 60 centesimi di lira al chilo. 
Le migliaia di manifestanti che avevano costruito barricate causarono lunghi confronti con i soldati. Bava Beccaris infine ordinò di sparare contro la folla nella zona di Porta Ticinese. Le cariche continuarono per più giorni, l'esercito usò un cannone dove si sospettava fossero nascosti dei rivoltosi. Ci furono migliaia di arresti e la repressione portò alla chiusura di molti giornali considerati pericolosi o sovversivi. 
In segno di riconoscimento, il 5 giugno 1898 Bava Beccaris fu insignito del titolo di grande ufficiale dell'Ordine militare di Savoia dal re Umberto I e nominato senatore del Regno il 16 giugno. A Palazzo Madama aderì al gruppo della Destra storica.
Il 29 luglio 1900, a Monza, Umberto I venne assassinato dall'anarchico Gaetano Bresci, che dichiarò esplicitamente di aver voluto vendicare i morti del maggio di due anni prima e l'offesa della decorazione al criminale Bava Beccaris, il quale definì il regicida «un folle che meriterebbe di subire lo squartamento». Fu collocato a riposo nel 1902, ottenendo dallo Stato una pensione di 8000 lire. Negli ultimi anni di vita, ormai infermo e ammalato, partecipò sempre meno all'attività parlamentare. Scrisse numerosi articoli su riviste militari e, nel 1911, un libro sulle origini e la storia dell'esercito italiano.
Aderì al movimento interventista che propugnava la partecipazione dell'Italia alla prima guerra mondiale. Favorevole al fascismo, nel 1922 fu tra i generali che consigliarono al re Vittorio Emanuele III di affidare il governo dell'Italia a Benito Mussolini.
Morì nella sua abitazione romana nel 1924, all'età di 93 anni, e fu sepolto nella tomba di famiglia presso il cimitero della sua città natale, Fossano.

## Opere
- Esercito Italiano: sue origini, suo successivo ampliamento, stato attuale, Roma, Tip. Regia Accademia dei Lincei, 1911.

## Nella cultura di massa
- A lui, con il soprannome "Bava il beccaio", fa riferimento Lucio Dalla nel brano Parole Incrociate.